# Agnieszka Kreczmar
Agnieszka Kreczmar (ur. 1939 w Warszawie, zm. 23 lutego 2010 tamże) – tłumaczka literatury angielskiej i amerykańskiej. Ukończyła filologię na Uniwersytecie Warszawskim. Tłumaczyła poezję i prozę.
Pochodziła z nauczycielsko-teatralnej rodziny Kreczmarów. Była córką Jerzego Kreczmara i Felicji Kasman oraz starszą siostrą Antoniego i młodszą Tomasza (1937-1958). Spoczywa w grobowcu rodzinnym na cmentarzu Powązkowskim w Warszawie (kw. 190–V–24/25).

## Wybrane przekłady na język polski
- Człowiek rasa kultura Jack Conrad(inne języki) (1971)[3]
- Narodziny powieści. Studia o Defoe’em, Richardsonie i Fieldingu Ian Watt (1973)[4]
- Krytyk i jego światy David Daiches(inne języki) (1976)[5]
- Balet romantyczny w Paryżu Ivor Forbes Guest(inne języki) (1978)[6]
- Henryk i Kato Iris Murdoch (1982)[7]
- Twoja Isadora Francis Steegmuller(inne języki) (1985)[8]
- Przemiany Liv Ullmann (1988)[9]
- Kabaret Lisa Appignanesi (1990)[10]
- Paderewski Adam Zamoyski (1992)[11]
- Tolkien dzieciom (Przygody Toma Bombadila) J.R.R. Tolkien (1994)[12]
- Jankes na dworze króla Artura Mark Twain (1995)[13].

## Inne
Przełożyła na język angielski Burzę Adama Mickiewicza oraz Hanię Wisławy Szymborskiej. M.in. jej przekłady stały się tematem badań Emily Dickinson in the Work of Polish Translators. Wspierała Noela Clarka w przekładzie na angielski sztuk Fredry na potrzeby książki Aleksander Fredro Three Plays.